# Gabriela González
Gabriela Inés González (Córdoba, 24 de febrero de 1965) es una física argentina, investigadora y profesora de física y astronomía en la Universidad Estatal de Luisiana. Es conocida mayormente por sus contribuciones en la investigación sobre ondas gravitacionales, y por ser la portavoz del proyecto de investigación de ondas gravitacionales LIGO desde marzo de 2011 hasta marzo de 2017. Tiene en su haber más de 100 publicaciones realizadas sobre su campo de estudio auditadas por revisión de pares. En abril de 2017 recibió el premio NAS al descubrimiento científico de la Academia Nacional de Ciencias de Estados Unidos.

## Biografía
Hija de Dora Trembinsky (profesora de Matemáticas) y Pedro González (licenciado en Ciencias Económicas). Realizó sus estudios primarios en la ciudad de Córdoba, en el Colegio Luterano Concordia. Los estudios secundarios los realizó en el Instituto Dr. Manuel Lucero, de Alta Córdoba, donde siempre sacaba notas iguales o superiores a 8. Tenía la capacidad de resolver las ecuaciones tan rápidamente que resolvía mentalmente las suyas y después las de sus compañeros.
Realizó los estudios superiores en la Facultad de Matemática, Astronomía y Física (FAMAF) en la Universidad Nacional de Córdoba (UNC) en la que se licenció en 1988. Siempre estuvo vinculada a la FAMAF, de hecho, fue presidente del centro de estudiantes y siempre mantuvo un contacto permanente a nivel científico con ella. Según Gabriela, se unió a la familia de la física porque creía que esa ciencia podía responder todas las preguntas, pero más tarde se dio cuenta de que la física no tiene una respuesta para todo sino que crea más preguntas que respuestas.

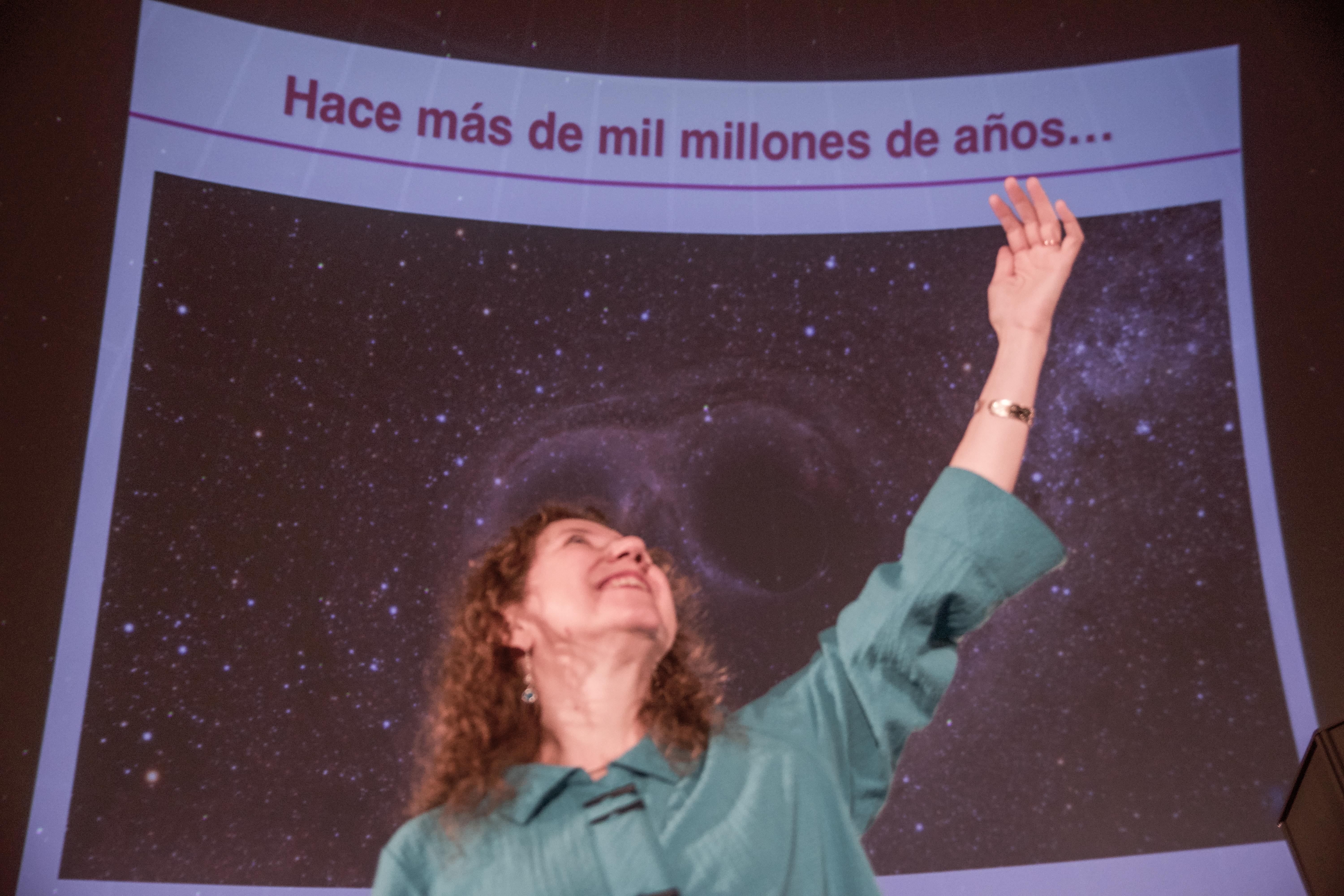
González durante una charla en el Planetario Galileo Galilei de Buenos Aires, en julio de 2018

Posteriormente, se asentó en Estados Unidos para estudiar en la Universidad de Siracusa (en 1989 bajo la tutela de Peter Sawlson), donde obtuvo su doctorado en 1995, y continuó con un posdoctorado en el MIT, donde luego trabajó como investigadora y después como profesora en la Universidad Estatal de Pensilvania. A inicios del 2001, empezó a trabajar como profesora en la Universidad Estatal de Luisiana. 
Antes de viajar a Estados Unidos, comenzó una relación con el físico teórico Jorge Pullin, con el cual contrajo matrimonio. Jorge se licenció en el Instituto Balserio, en la universidad de Luisiana como profesor de la cátedra de Física y se dedica al estudio de colisiones de agujeros negros y de la teoría de gravedad cuántica. Por el momento, no tienen hijos.
En 2008, González se convirtió en la primera mujer en recibir una cátedra  completa para el Departamento de física y astronomía de la Universidad Estatal de Luisiana.
Es miembro pleno (no internacional) de la Academia Nacional de Ciencias de los Estados Unidos, ya que tiene la ciudadanía estadounidense.
A fecha de abril de 2017, ejerce como investigadora en la Universidad Estatal de Luisiana y es portavoz del grupo de colaboración científica de LIGO (Observatorio de Livingston), con mandato vigente hasta marzo de 2017 y de la que fue integrante básicamente de sus comienzos. Junto a su grupo de trabajo, se dedica a la calibración y en la mejora de los detectores de ondas.
González considera que “la ciencia irá mucho mejor cuando tengamos tantas mujeres como hombres” y cree que eso ocurrirá cuando caigan los mitos sobre los físicos y los genios, que alejan a las mujeres de la investigación, y se reconozca que en la profesión trabaja gente normal con vidas normales.

## Aportaciones científicas
Ha publicado varios artículos sobre el movimiento browniano como un límite a la sensibilidad en la detección de ondas gravitacionales, y tiene un interés en análisis de datos para la astronomía de ondas gravitacionales.
En febrero de 2016 fue una de los cuatro científicos de LIGO que anunciaron la primera observación ondulatoria gravitacional, detectada en septiembre de 2015, los otros tres fueron David Reitze, Rainer Weiss y Kip Thorne.
El descubrimiento más importante efectuado por el grupo de científicos del observatorio LIGO liderado por Gabriela es, a fecha de abril de 2017, la confirmación de la existencia de las ondas gravitacionales. Sin embargo, en un principio no se le concedió demasiada importancia a este hallazgo, aunque las pruebas realizadas con posterioridad acabaron determinando que, efectivamente, se habían encontrado pruebas fehacientes de la existencia de las ondas gravitacionales.
Fue parte del personal científico en el grupo LIGO en MIT, se unió a la facultad en Penn State en 1997 y se movió a LSU en 2001.  En 2024, González fue electa como vicepresidenta de la American Physical Society, habiendo sido fellow desde 2007.

## Premios y reconocimientos
- 2004: Fellow del Institute of Physics
- 2007: Fellow de la Sociedad Estadounidense de Física
- 2007ː Premio Edward A. Bouchet[23]
- 2016ː Premio Domingo Faustino Sarmiento, otorgado por el Senado de la Nación Argentina.[2][24]
- 2016ː Seleccionada como una de los científicos más influyentes de 2016 por la revista Nature.[14]
- 2017: Premio Bruno Rossi[25]
- 2017: Premio anual de la Academia Nacional de Ciencias de Estados Unidos al descubrimiento científico, junto a David Reitze y Peter Saulson.[7][8]
- 2017: Electa para membresía en la en:American_Academy_of_Arts_and_Sciences
- 2019: Premio Petite Prize Lecture
- 2020: Fellow de la Sociedad Astronómica Estadounidense.[26]

## Vida personal
González está casada con Jorge Pullin, el Horace Hearne Chair en física teórica en la Universidad Estatal de Luisiana.